# Poederlee
Poederlee (door de bewoners uitgesproken als Puijel) is een deelgemeente van Lille (provincie Antwerpen, België). Poederlee was vroeger, in tegenstelling tot de andere deelgemeentes van Lille, een vrije heerlijkheid, en later werd het verheven tot een baronie. Poederlee was een zelfstandige gemeente tot aan de gemeentelijke herindeling van 1977.

## Etymologie
De verklaring van het deel Poeder: In de Salische wet vindt men tussen de Germaanse woorden van de wetstekst het woord podero voor een zogend kalf of veulen dat zonder twijfel verwant is met het Franse poultre en het Spaanse potro ‘veulen’. Hetzelfde woord lijkt aanwezig te zijn in de plaatsnamen Poederooijen en Poederlee.
Verklaring voor het deel lee: Voor lee bestaan twee verklaringen. De eerste luidt dat lee watering betekent. Volgens een andere verklaring zou het afkomstig zijn van de suffix -loo. Een loo of lo is een historische benaming in het Nederlandse taalgebied voor een open loofbosstructuur waarin de mens zijn bestaan vond. Het woord loo is afkomstig van het Germaanse *lauhaz*, dat open plek in een bos of bosje op hoge zandgrond betekent. Er konden akkertjes in liggen, en ook de nederzetting was niet ver weg. Tevens was het een veeweide.
Dus Poederlee verwijst naar op een plek waar het jonge vee werd gehouden liggend in de buurt van een waterloop. Waarschijnlijk wordt hiermee de rivier de Aa bedoeld. Hier staat nog een overblijfsel van een motte ofwel verhevenheid in het vlakke landschap. De lokale adel had hier een versterkte vestiging laten bouwen waar de lokale bevolking kon komen schuilen bij ontij. Deze plek is nog steeds te bezoeken als “den Haert" en is nu een klein reservaat. Hier rondom vestigden zich ook de eerste landbouwers.

## Geschiedenis
Poederlee werd voor het eerst vermeld in 1118. In 1457 werd Poederlee in leen uitgegeven aan de familie Van Vriesele terwijl later ook de families de Brimeu, Snoy en van Steenhuys eigenaar waren. In 1653 werd Poederlee verheven tot baronie, en de eerste baron was Philippe-Guillaume van Steenhuys. In 1717 kwam Poederlee aan de familie  d'Olmen.

## Geografie

### Petrologie
Nabij de grens met Lille komt een bijzonder ijzerhoudend gesteente voor. De steensoort Poederleaan werd door petrologen vernoemd naar de vindplaats: Poederlee.

## Bezienswaardigheden
- De Sint-Jan Baptistkerk
- De Heerlekapel
- De Heggekapel, met ertegenover een kleine ommegang.
- De Ouden Hofberg in het Natuurdomein Den Haert.

## Natuur en landschap
Poederlee ligt in de Kempen op een hoogte van 12-19 meter. In het zuiden stroomt de Aa en in het oosten de Laakbeek die zuidwaarts naar de Aa stroomt.

## Demografische ontwikkeling
- Bronnen:NIS, Opm:1806 tot en met 1970=volkstellingen; 1976 = inwoneraantal op 31 december

## Bijnaam

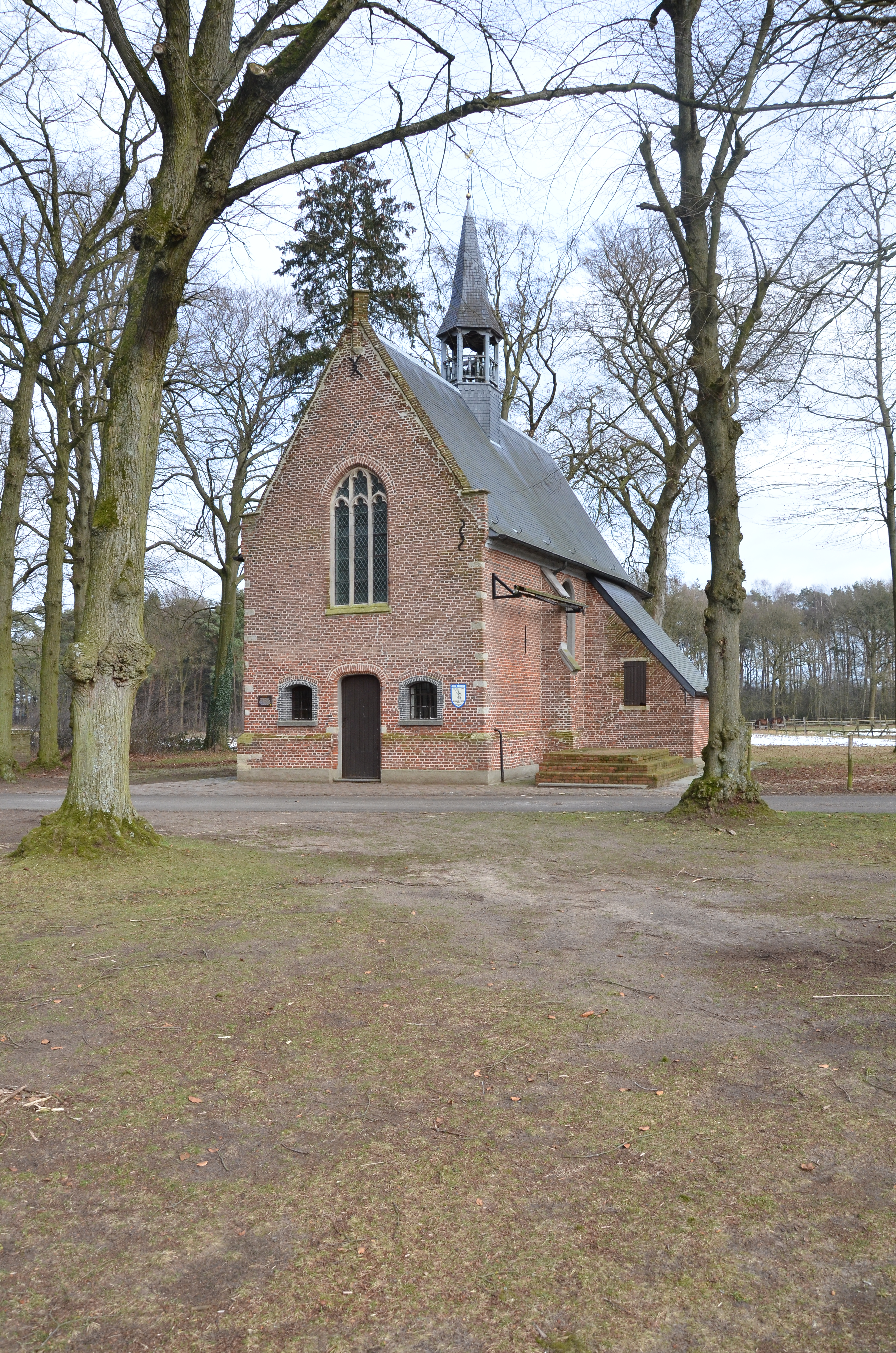
De vijftiende-eeuwse Heggekapel

Het dorp wordt ook het 'Heggedorp' genoemd naar de Heggekapel die in Poederlee ligt en waarnaar elk jaar een processie plaatsvindt. Sinds 1412 gaat er om de 25 jaar een Ommegang van de Hegge door waarbij men het Wonder van de Hegge van 1420 via een ommegang terug oproept. Deze tot het cultureel erfgoed gerekende ommegang met meer dan 1.000 figuranten en 300 medewerkers vond laatst plaats in 2012.
De bewoners worden in de deelgemeenten en daarbuiten ook wel de Poeijelse mollen genoemd.

## Economie
Landbouw en veeteelt zijn de voornaamste bronnen van inkomsten.

## Nabijgelegen kernen
Herentals, Vorselaar, Lichtaart, Lille